# Trophée européen 2010 (hockey sur glace)
Navigation
Édition suivante
Le Trophée européen 2010 est la première saison du Trophée européen, tournoi de hockey sur glace organisé durant la pré-saison.

## Premier tour
Il se dispute du 11 au 28 août 2010. Dix-huit équipes y participent. Il est organisé en deux Divisions – Capitale et Centrale –de 9 équipes. Les quatre premiers de chaque poule sont qualifiés pour le tournoi éliminatoire nommé Red Bulls Salute. Ce tournoi est organisé par l'EC Red Bull Salzbourg. S'il ne termine pas dans une des quatre premières places de sa division Centrale, il prend la place de l'équipe qualifiée avec le plus petit nombre de points. Cette situation s'étant produite, le HC Sparta Prague a cédé sa place à Salzbourg.

### Division Capitale
| 11 août | HIFK | 3-2 (0-1, 2-0, 1-1) | Eisbären Berlin | ST1-areena, Järvenpää 971 spectateurs |

| Feuille de match | Feuille de match | Feuille de match | Feuille de match | Feuille de match |
| ---------------- | ---------------- | ---------------- | ---------------- | ---------------- |
|                  |                  |                  |                  |                  |
|                  |                  |                  |                  |                  |
|                  |                  |                  |                  |                  |
|                  |                  |                  |                  |                  |

| 11 août | Jokerit Helsinki | 2-1 (0-0, 1-1, 1-0) | Adler Mannheim | Valtti-areena, Vantaa 1 547 spectateurs |

| Feuille de match | Feuille de match | Feuille de match | Feuille de match | Feuille de match |
| ---------------- | ---------------- | ---------------- | ---------------- | ---------------- |
|                  |                  |                  |                  |                  |
|                  |                  |                  |                  |                  |
|                  |                  |                  |                  |                  |
|                  |                  |                  |                  |                  |

| 11 août | Vålerenga IF Oslo | 1-4 (1-2, 0-1, 0-1) | HC Sparta Prague | Jordal Amfi, Oslo 1 289 spectateurs |

| Feuille de match | Feuille de match | Feuille de match | Feuille de match | Feuille de match |
| ---------------- | ---------------- | ---------------- | ---------------- | ---------------- |
|                  |                  |                  |                  |                  |
|                  |                  |                  |                  |                  |
|                  |                  |                  |                  |                  |
|                  |                  |                  |                  |                  |

| 11 août | Linköpings HC | 1-2 (0-2, 0-0, 1-0) | Färjestads BK Karlstad | VMP-Group Arena, Mjölby 1 227 spectateurs |

| Feuille de match | Feuille de match | Feuille de match | Feuille de match | Feuille de match |
| ---------------- | ---------------- | ---------------- | ---------------- | ---------------- |
|                  |                  |                  |                  |                  |
|                  |                  |                  |                  |                  |
|                  |                  |                  |                  |                  |
|                  |                  |                  |                  |                  |

| 13 août | Jokerit Helsinki | 7-2 (1-0, 3-1, 3-1) | Eisbären Berlin | Valtti-areena, Vantaa 1 423 spectateurs |

| Feuille de match | Feuille de match | Feuille de match | Feuille de match | Feuille de match |
| ---------------- | ---------------- | ---------------- | ---------------- | ---------------- |
|                  |                  |                  |                  |                  |
|                  |                  |                  |                  |                  |
|                  |                  |                  |                  |                  |
|                  |                  |                  |                  |                  |

| 13 août | HIFK | 5-3 (4-1, 1-0, 0-2) | HC Sparta Prague | ST1-areena, Järvenpää |

| Feuille de match | Feuille de match | Feuille de match | Feuille de match | Feuille de match |
| ---------------- | ---------------- | ---------------- | ---------------- | ---------------- |
|                  |                  |                  |                  |                  |
|                  |                  |                  |                  |                  |
|                  |                  |                  |                  |                  |
|                  |                  |                  |                  |                  |

| 13 août | Vålerenga IF Oslo | 3-2 (pr) (1-2, 1-0, 0-0, 1-0) | Adler Mannheim | Jordal Amfi, Oslo 1 132 spectateurs |

| Feuille de match | Feuille de match | Feuille de match | Feuille de match | Feuille de match |
| ---------------- | ---------------- | ---------------- | ---------------- | ---------------- |
|                  |                  |                  |                  |                  |
|                  |                  |                  |                  |                  |
|                  |                  |                  |                  |                  |
|                  |                  |                  |                  |                  |

| 13 août | Djurgårdens IF Stockholm | 5-0 (3-0, 1-0, 1-0) | Linköpings HC | Hovet, Stockholm 2 994 spectateurs |

| Feuille de match | Feuille de match | Feuille de match | Feuille de match | Feuille de match |
| ---------------- | ---------------- | ---------------- | ---------------- | ---------------- |
|                  |                  |                  |                  |                  |
|                  |                  |                  |                  |                  |
|                  |                  |                  |                  |                  |
|                  |                  |                  |                  |                  |

| 14 août | Vålerenga IF Oslo | 1-5 (0-1, 1-3, 0-1) | Eisbären Berlin | Jordal Amfi, Oslo 968 spectateurs |

| Feuille de match | Feuille de match | Feuille de match | Feuille de match | Feuille de match |
| ---------------- | ---------------- | ---------------- | ---------------- | ---------------- |
|                  |                  |                  |                  |                  |
|                  |                  |                  |                  |                  |
|                  |                  |                  |                  |                  |
|                  |                  |                  |                  |                  |

| 14 août | Färjestads BK Karlstad | 2-1 (2-0, 0-1, 0-0) | Djurgårdens IF Stockholm | Coffee Queen Arena, Arvika 1 300 spectateurs |

| Feuille de match | Feuille de match | Feuille de match | Feuille de match | Feuille de match |
| ---------------- | ---------------- | ---------------- | ---------------- | ---------------- |
|                  |                  |                  |                  |                  |
|                  |                  |                  |                  |                  |
|                  |                  |                  |                  |                  |
|                  |                  |                  |                  |                  |

| 14 août | HIFK | 1-2 (0-2, 1-0, 0-0) | Adler Mannheim | ST1-areena, Järvenpää 679 spectateurs |

| Feuille de match | Feuille de match | Feuille de match | Feuille de match | Feuille de match |
| ---------------- | ---------------- | ---------------- | ---------------- | ---------------- |
|                  |                  |                  |                  |                  |
|                  |                  |                  |                  |                  |
|                  |                  |                  |                  |                  |
|                  |                  |                  |                  |                  |

| 14 août | Jokerit Helsinki | 0-2 (0-1, 0-1, 0-0) | HC Sparta Prague | Valtti-areena, Vantaa 1 383 spectateurs |

| Feuille de match | Feuille de match | Feuille de match | Feuille de match | Feuille de match |
| ---------------- | ---------------- | ---------------- | ---------------- | ---------------- |
|                  |                  |                  |                  |                  |
|                  |                  |                  |                  |                  |
|                  |                  |                  |                  |                  |
|                  |                  |                  |                  |                  |

| 18 août | Jokerit Helsinki | 3-1 (2-0, 0-0, 1-1) | HIFK | Valtti-areena, Vantaa 2 004 spectateurs |

| Feuille de match | Feuille de match | Feuille de match | Feuille de match | Feuille de match |
| ---------------- | ---------------- | ---------------- | ---------------- | ---------------- |
|                  |                  |                  |                  |                  |
|                  |                  |                  |                  |                  |
|                  |                  |                  |                  |                  |
|                  |                  |                  |                  |                  |

| 18 août | HC Sparta Prague | 5-1 (0-0, 2-0, 3-1) | Färjestads BK Karlstad | Tesla Arena, Prague 1 423 spectateurs |

| Feuille de match | Feuille de match | Feuille de match | Feuille de match | Feuille de match |
| ---------------- | ---------------- | ---------------- | ---------------- | ---------------- |
|                  |                  |                  |                  |                  |
|                  |                  |                  |                  |                  |
|                  |                  |                  |                  |                  |
|                  |                  |                  |                  |                  |

| 18 août | Adler Mannheim | 3-0 (0-0, 2-0, 1-0) | Djurgårdens IF Stockholm | SAP-Arena, Mannheim 10 157 spectateurs |

| Feuille de match | Feuille de match | Feuille de match | Feuille de match | Feuille de match |
| ---------------- | ---------------- | ---------------- | ---------------- | ---------------- |
|                  |                  |                  |                  |                  |
|                  |                  |                  |                  |                  |
|                  |                  |                  |                  |                  |
|                  |                  |                  |                  |                  |

| 18 août | Eisbären Berlin | 4-3 (TB) (1-1, 2-2, 0-0, 0-0, 1-0) | Linköpings HC | Kunsteisstadion im Sahnpark, Crimmitschau 1 714 spectateurs |

| Feuille de match | Feuille de match | Feuille de match | Feuille de match | Feuille de match |
| ---------------- | ---------------- | ---------------- | ---------------- | ---------------- |
|                  |                  |                  |                  |                  |
|                  |                  |                  |                  |                  |
|                  |                  |                  |                  |                  |
|                  |                  |                  |                  |                  |

| 20 août | HC Sparta Prague | 0-1 (TB) (0-0, 0-0, 0-0, 0-0, 0-1) | Djurgårdens IF Stockholm | Tesla Arena, Prague 1 973 spectateurs |

| Feuille de match | Feuille de match | Feuille de match | Feuille de match | Feuille de match |
| ---------------- | ---------------- | ---------------- | ---------------- | ---------------- |
|                  |                  |                  |                  |                  |
|                  |                  |                  |                  |                  |
|                  |                  |                  |                  |                  |
|                  |                  |                  |                  |                  |

| 20 août | Jokerit Helsinki | 2-1 (1-1, 0-0, 1-0) | Vålerenga IF Oslo | Valtti-areena, Vantaa 964 spectateurs |

| Feuille de match | Feuille de match | Feuille de match | Feuille de match | Feuille de match |
| ---------------- | ---------------- | ---------------- | ---------------- | ---------------- |
|                  |                  |                  |                  |                  |
|                  |                  |                  |                  |                  |
|                  |                  |                  |                  |                  |
|                  |                  |                  |                  |                  |

| 20 août | Eisbären Berlin | 5-2 (1-0, 2-0, 2-2) | Färjestads BK Karlstad | O₂ World, Berlin 8 000 spectateurs |

| Feuille de match | Feuille de match | Feuille de match | Feuille de match | Feuille de match |
| ---------------- | ---------------- | ---------------- | ---------------- | ---------------- |
|                  |                  |                  |                  |                  |
|                  |                  |                  |                  |                  |
|                  |                  |                  |                  |                  |
|                  |                  |                  |                  |                  |

| 20 août | Adler Mannheim | 4-5 (TB) (3-3, 1-0, 0-1, 0-0, 0-1) | Linköpings HC | SAP-Arena, Mannheim 5 780 spectateurs |

| Feuille de match | Feuille de match | Feuille de match | Feuille de match | Feuille de match |
| ---------------- | ---------------- | ---------------- | ---------------- | ---------------- |
|                  |                  |                  |                  |                  |
|                  |                  |                  |                  |                  |
|                  |                  |                  |                  |                  |
|                  |                  |                  |                  |                  |

| 21 août | Eisbären Berlin | 4-2 (1-1, 0-1, 3-0) | Djurgårdens IF Stockholm | O₂ World, Berlin 7 200 spectateurs |

| Feuille de match | Feuille de match | Feuille de match | Feuille de match | Feuille de match |
| ---------------- | ---------------- | ---------------- | ---------------- | ---------------- |
|                  |                  |                  |                  |                  |
|                  |                  |                  |                  |                  |
|                  |                  |                  |                  |                  |
|                  |                  |                  |                  |                  |

| 21 août | Adler Mannheim | 6-4 (2-0, 3-1, 1-3) | Färjestads BK Karlstad | SAP-Arena, Mannheim 5 698 spectateurs |

| Feuille de match | Feuille de match | Feuille de match | Feuille de match | Feuille de match |
| ---------------- | ---------------- | ---------------- | ---------------- | ---------------- |
|                  |                  |                  |                  |                  |
|                  |                  |                  |                  |                  |
|                  |                  |                  |                  |                  |
|                  |                  |                  |                  |                  |

| 21 août | HIFK | 7-3 (3-2, 2-0, 2-1) | Vålerenga IF Oslo | Valtti-areena, Vantaa |

| Feuille de match | Feuille de match | Feuille de match | Feuille de match | Feuille de match |
| ---------------- | ---------------- | ---------------- | ---------------- | ---------------- |
|                  |                  |                  |                  |                  |
|                  |                  |                  |                  |                  |
|                  |                  |                  |                  |                  |
|                  |                  |                  |                  |                  |

| 21 août | HC Sparta Prague | 0-2 (0-0, 0-1, 0-0) | Linköpings HC | Tesla Arena, Prague 1 471 spectateurs |

| Feuille de match | Feuille de match | Feuille de match | Feuille de match | Feuille de match |
| ---------------- | ---------------- | ---------------- | ---------------- | ---------------- |
|                  |                  |                  |                  |                  |
|                  |                  |                  |                  |                  |
|                  |                  |                  |                  |                  |
|                  |                  |                  |                  |                  |

| 25 août | Vålerenga IF Oslo | 2-7 (0-2, 1-4, 1-1) | Färjestads BK Karlstad | Jordal Amfi, Oslo 1 389 spectateurs |

| Feuille de match | Feuille de match | Feuille de match | Feuille de match | Feuille de match |
| ---------------- | ---------------- | ---------------- | ---------------- | ---------------- |
|                  |                  |                  |                  |                  |
|                  |                  |                  |                  |                  |
|                  |                  |                  |                  |                  |
|                  |                  |                  |                  |                  |

| 25 août | HC Sparta Prague | 6-1 (3-0, 2-0, 1-1) | Adler Mannheim | Tesla Arena, Prague |

| Feuille de match | Feuille de match | Feuille de match | Feuille de match | Feuille de match |
| ---------------- | ---------------- | ---------------- | ---------------- | ---------------- |
|                  |                  |                  |                  |                  |
|                  |                  |                  |                  |                  |
|                  |                  |                  |                  |                  |
|                  |                  |                  |                  |                  |

| 25 août | Djurgårdens IF Stockholm | 5-3 (1-0, 2-2, 2-1) | HIFK | Hovet, Stockholm 1 891 spectateurs |

| Feuille de match | Feuille de match | Feuille de match | Feuille de match | Feuille de match |
| ---------------- | ---------------- | ---------------- | ---------------- | ---------------- |
|                  |                  |                  |                  |                  |
|                  |                  |                  |                  |                  |
|                  |                  |                  |                  |                  |
|                  |                  |                  |                  |                  |

| 25 août | Linköpings HC | 3-1 (1-1, 1-0, 1-0) | Jokerit Helsinki | Cloetta Center, Linköping 1 879 spectateurs |

| Feuille de match | Feuille de match | Feuille de match | Feuille de match | Feuille de match |
| ---------------- | ---------------- | ---------------- | ---------------- | ---------------- |
|                  |                  |                  |                  |                  |
|                  |                  |                  |                  |                  |
|                  |                  |                  |                  |                  |
|                  |                  |                  |                  |                  |

| 27 août | Linköpings HC | 0-3 (0-1, 0-1, 0-0) | HIFK | Platenhallen, Motala 445 spectateurs |

| Feuille de match | Feuille de match | Feuille de match | Feuille de match | Feuille de match |
| ---------------- | ---------------- | ---------------- | ---------------- | ---------------- |
|                  |                  |                  |                  |                  |
|                  |                  |                  |                  |                  |
|                  |                  |                  |                  |                  |
|                  |                  |                  |                  |                  |

| 27 août | Djurgårdens IF Stockholm | 6-2 (2-0, 2-2, 2-0) | Vålerenga IF Oslo | Hovet, Stockholm 1 385 spectateurs |

| Feuille de match | Feuille de match | Feuille de match | Feuille de match | Feuille de match |
| ---------------- | ---------------- | ---------------- | ---------------- | ---------------- |
|                  |                  |                  |                  |                  |
|                  |                  |                  |                  |                  |
|                  |                  |                  |                  |                  |
|                  |                  |                  |                  |                  |

| 27 août | Färjestads BK Karlstad | 2-1 (1-0, 0-0, 1-1) | Jokerit Helsinki | Nobelhallen, Karlskoga 1 103 spectateurs |

| Feuille de match | Feuille de match | Feuille de match | Feuille de match | Feuille de match |
| ---------------- | ---------------- | ---------------- | ---------------- | ---------------- |
|                  |                  |                  |                  |                  |
|                  |                  |                  |                  |                  |
|                  |                  |                  |                  |                  |
|                  |                  |                  |                  |                  |

| 27 août | Eisbären Berlin | 5-2 (1-0, 3-1, 1-1) | HC Sparta Prague | Freiberger Arena, Dresde 2 150 spectateurs |

| Feuille de match | Feuille de match | Feuille de match | Feuille de match | Feuille de match |
| ---------------- | ---------------- | ---------------- | ---------------- | ---------------- |
|                  |                  |                  |                  |                  |
|                  |                  |                  |                  |                  |
|                  |                  |                  |                  |                  |
|                  |                  |                  |                  |                  |

| 28 août | Vålerenga IF Oslo | 7-5 (3-0, 2-2, 2-3) | Linköpings HC | Jordal Amfi, Oslo 1 289 spectateurs |

| Feuille de match | Feuille de match | Feuille de match | Feuille de match | Feuille de match |
| ---------------- | ---------------- | ---------------- | ---------------- | ---------------- |
|                  |                  |                  |                  |                  |
|                  |                  |                  |                  |                  |
|                  |                  |                  |                  |                  |
|                  |                  |                  |                  |                  |

| 28 août | Djurgårdens IF Stockholm | 3-4 (pr) (1-1, 1-2, 1-0, 0-1) | Jokerit Helsinki | Hovet, Stockholm 1 533 spectateurs |

| Feuille de match | Feuille de match | Feuille de match | Feuille de match | Feuille de match |
| ---------------- | ---------------- | ---------------- | ---------------- | ---------------- |
|                  |                  |                  |                  |                  |
|                  |                  |                  |                  |                  |
|                  |                  |                  |                  |                  |
|                  |                  |                  |                  |                  |

| 28 août | Adler Mannheim | 1-3 (0-0, 1-1, 0-2) | Eisbären Berlin | Eisstadion Heilbronn, Heilbronn 1 980 spectateurs |

| Feuille de match | Feuille de match | Feuille de match | Feuille de match | Feuille de match |
| ---------------- | ---------------- | ---------------- | ---------------- | ---------------- |
|                  |                  |                  |                  |                  |
|                  |                  |                  |                  |                  |
|                  |                  |                  |                  |                  |
|                  |                  |                  |                  |                  |

| 28 août | Färjestads BK Karlstad | 6-4 (2-1, 3-2, 1-1) | HIFK | Löfbergs Lila Arena, Karlstad 2 378 spectateurs |

| Feuille de match | Feuille de match | Feuille de match | Feuille de match | Feuille de match |
| ---------------- | ---------------- | ---------------- | ---------------- | ---------------- |
|                  |                  |                  |                  |                  |
|                  |                  |                  |                  |                  |
|                  |                  |                  |                  |                  |
|                  |                  |                  |                  |                  |

| Clt   | Équipe                   | PJ | V | VP | D | DP | BP | BC | Pts |
| ----- | ------------------------ | -- | - | -- | - | -- | -- | -- | --- |
| +001, | Eisbären Berlin          | 8  | 5 | 1  | 0 | 2  | 30 | 21 | 17  |
| +002, | Färjestads BK Karlstad   | 8  | 5 | 0  | 0 | 3  | 26 | 25 | 15  |
| +003, | Jokerit Helsinki         | 8  | 4 | 1  | 0 | 3  | 20 | 15 | 14  |
| +004, | HC Sparta Prague         | 8  | 4 | 0  | 1 | 3  | 22 | 16 | 13  |
| +005, | Djurgårdens IF Stockholm | 8  | 3 | 1  | 1 | 3  | 23 | 18 | 12  |
| +006, | HIFK                     | 8  | 4 | 0  | 0 | 4  | 27 | 24 | 12  |
| +007, | Adler Mannheim           | 8  | 3 | 0  | 2 | 3  | 20 | 24 | 11  |
| +008, | Linköpings HC            | 8  | 2 | 1  | 1 | 4  | 19 | 26 | 9   |
| +009, | Vålerenga IF Oslo        | 8  | 1 | 1  | 0 | 6  | 20 | 38 | 5   |

- Qualifié pour le tour suivant

### Division Centrale
| 11 août | Kärpät Oulu | 3-2 (1-0, 2-1, 0-1) | EC Red Bull Salzbourg | Oulun Energia Areena, Oulu 2 034 spectateurs |

| Feuille de match | Feuille de match | Feuille de match | Feuille de match | Feuille de match |
| ---------------- | ---------------- | ---------------- | ---------------- | ---------------- |
|                  |                  |                  |                  |                  |
|                  |                  |                  |                  |                  |
|                  |                  |                  |                  |                  |
|                  |                  |                  |                  |                  |

| 11 août | TPS Turku | 5-4 (2-1, 3-2, 0-1) | ZSC Lions Zürich | Turkuhalli, Turku 1 956 spectateurs |

| Feuille de match | Feuille de match | Feuille de match | Feuille de match | Feuille de match |
| ---------------- | ---------------- | ---------------- | ---------------- | ---------------- |
|                  |                  |                  |                  |                  |
|                  |                  |                  |                  |                  |
|                  |                  |                  |                  |                  |
|                  |                  |                  |                  |                  |

| 11 août | Tappara Tampere | 1-4 (0-1, 0-2, 1-1) | CP Berne | KYMP-areena, Kotka 1 018 spectateurs |

| Feuille de match | Feuille de match | Feuille de match | Feuille de match | Feuille de match |
| ---------------- | ---------------- | ---------------- | ---------------- | ---------------- |
|                  |                  |                  |                  |                  |
|                  |                  |                  |                  |                  |
|                  |                  |                  |                  |                  |
|                  |                  |                  |                  |                  |

| 11 août | Malmö Redhawks | 1-2 (0-0, 0-2, 1-0) | Frölunda HC Göteborg | Malmö Arena, Malmö 1 270 spectateurs |

| Feuille de match | Feuille de match | Feuille de match | Feuille de match | Feuille de match |
| ---------------- | ---------------- | ---------------- | ---------------- | ---------------- |
|                  |                  |                  |                  |                  |
|                  |                  |                  |                  |                  |
|                  |                  |                  |                  |                  |
|                  |                  |                  |                  |                  |

| 12 août | Frölunda HC Göteborg | 1-8 (0-5, 1-2, 0-1) | HV 71 Jönköping | Frölundaborg, Göteborg 3 020 spectateurs |

| Feuille de match | Feuille de match | Feuille de match | Feuille de match | Feuille de match |
| ---------------- | ---------------- | ---------------- | ---------------- | ---------------- |
|                  |                  |                  |                  |                  |
|                  |                  |                  |                  |                  |
|                  |                  |                  |                  |                  |
|                  |                  |                  |                  |                  |

| 13 août | TPS Turku | 4-3 (3-0, 0-0, 1-3) | CP Berne | Turkuhalli, Turku 2 010 spectateurs |

| Feuille de match | Feuille de match | Feuille de match | Feuille de match | Feuille de match |
| ---------------- | ---------------- | ---------------- | ---------------- | ---------------- |
|                  |                  |                  |                  |                  |
|                  |                  |                  |                  |                  |
|                  |                  |                  |                  |                  |
|                  |                  |                  |                  |                  |

| 13 août | Kärpät Oulu | 4-0 (2-0, 1-0, 1-0) | ZSC Lions Zürich | Oulun Energia Areena, Oulu 2 555 spectateurs |

| Feuille de match | Feuille de match | Feuille de match | Feuille de match | Feuille de match |
| ---------------- | ---------------- | ---------------- | ---------------- | ---------------- |
|                  |                  |                  |                  |                  |
|                  |                  |                  |                  |                  |
|                  |                  |                  |                  |                  |
|                  |                  |                  |                  |                  |

| 13 août | Tappara Tampere | 3-4 (pr) (0-0, 3-1, 0-2, 0-1) | EC Red Bull Salzbourg | Masku-areena, Lempäälä 308 spectateurs |

| Feuille de match | Feuille de match | Feuille de match | Feuille de match | Feuille de match |
| ---------------- | ---------------- | ---------------- | ---------------- | ---------------- |
|                  |                  |                  |                  |                  |
|                  |                  |                  |                  |                  |
|                  |                  |                  |                  |                  |
|                  |                  |                  |                  |                  |

| 13 août | HV 71 Jönköping | 5-2 (1-1, 3-1, 1-0) | Malmö Redhawks | Bredstorpshallen, Tranås 1 523 spectateurs |

| Feuille de match | Feuille de match | Feuille de match | Feuille de match | Feuille de match |
| ---------------- | ---------------- | ---------------- | ---------------- | ---------------- |
|                  |                  |                  |                  |                  |
|                  |                  |                  |                  |                  |
|                  |                  |                  |                  |                  |
|                  |                  |                  |                  |                  |

| 14 août | Kärpät Oulu | 3-2 (1-1, 0-0, 2-1) | CP Berne | Oulun Energia Areena, Oulu 2 324 spectateurs |

| Feuille de match | Feuille de match | Feuille de match | Feuille de match | Feuille de match |
| ---------------- | ---------------- | ---------------- | ---------------- | ---------------- |
|                  |                  |                  |                  |                  |
|                  |                  |                  |                  |                  |
|                  |                  |                  |                  |                  |
|                  |                  |                  |                  |                  |

| 14 août | Tappara Tampere | 3-6 (0-2, 1-3, 2-1) | ZSC Lions Zürich | Nokian jäähalli, Nokia 543 spectateurs |

| Feuille de match | Feuille de match | Feuille de match | Feuille de match | Feuille de match |
| ---------------- | ---------------- | ---------------- | ---------------- | ---------------- |
|                  |                  |                  |                  |                  |
|                  |                  |                  |                  |                  |
|                  |                  |                  |                  |                  |
|                  |                  |                  |                  |                  |

| 14 août | TPS Turku | 0-3 (0-1, 0-1, 0-1) | EC Red Bull Salzbourg | Turkuhalli, Turku 2 016 spectateurs |

| Feuille de match | Feuille de match | Feuille de match | Feuille de match | Feuille de match |
| ---------------- | ---------------- | ---------------- | ---------------- | ---------------- |
|                  |                  |                  |                  |                  |
|                  |                  |                  |                  |                  |
|                  |                  |                  |                  |                  |
|                  |                  |                  |                  |                  |

| 18 août | TPS Turku | 4-3 (pr) (2-0, 0-1, 1-2, 1-0) | Kärpät Oulu | Turkuhalli, Turku 2 285 spectateurs |

| Feuille de match | Feuille de match | Feuille de match | Feuille de match | Feuille de match |
| ---------------- | ---------------- | ---------------- | ---------------- | ---------------- |
|                  |                  |                  |                  |                  |
|                  |                  |                  |                  |                  |
|                  |                  |                  |                  |                  |
|                  |                  |                  |                  |                  |

| 18 août | EC Red Bull Salzbourg | 4-5 (pr) (1-2, 1-2, 2-0, 0-1) | Frölunda HC Göteborg | Eisarena Salzbourg, Salzbourg 1 308 spectateurs |

| Feuille de match | Feuille de match | Feuille de match | Feuille de match | Feuille de match |
| ---------------- | ---------------- | ---------------- | ---------------- | ---------------- |
|                  |                  |                  |                  |                  |
|                  |                  |                  |                  |                  |
|                  |                  |                  |                  |                  |
|                  |                  |                  |                  |                  |

| 18 août | ZSC Lions Zürich | 1-6 (1-5, 0-1, 0-0) | HV 71 Jönköping | Eishalle Zürich-Oerlikon, Zurich 950 spectateurs |

| Feuille de match | Feuille de match | Feuille de match | Feuille de match | Feuille de match |
| ---------------- | ---------------- | ---------------- | ---------------- | ---------------- |
|                  |                  |                  |                  |                  |
|                  |                  |                  |                  |                  |
|                  |                  |                  |                  |                  |
|                  |                  |                  |                  |                  |

| 18 août | CP Berne | 5-1 (1-1, 3-0, 1-0) | Malmö Redhawks | Eishalle Schoren, Langenthal 528 spectateurs |

| Feuille de match | Feuille de match | Feuille de match | Feuille de match | Feuille de match |
| ---------------- | ---------------- | ---------------- | ---------------- | ---------------- |
|                  |                  |                  |                  |                  |
|                  |                  |                  |                  |                  |
|                  |                  |                  |                  |                  |
|                  |                  |                  |                  |                  |

| 19 août | CP Berne | 5-1 (1-0, 2-0, 2-1) | HV 71 Jönköping | Eishalle Schoren, Langenthal 556 spectateurs |

| Feuille de match | Feuille de match | Feuille de match | Feuille de match | Feuille de match |
| ---------------- | ---------------- | ---------------- | ---------------- | ---------------- |
|                  |                  |                  |                  |                  |
|                  |                  |                  |                  |                  |
|                  |                  |                  |                  |                  |
|                  |                  |                  |                  |                  |

| 20 août | Kärpät Oulu | 3-2 (2-1, 0-1, 1-0) | Tappara Tampere | Oulun Energia Areena, Oulu 3 221 spectateurs |

| Feuille de match | Feuille de match | Feuille de match | Feuille de match | Feuille de match |
| ---------------- | ---------------- | ---------------- | ---------------- | ---------------- |
|                  |                  |                  |                  |                  |
|                  |                  |                  |                  |                  |
|                  |                  |                  |                  |                  |
|                  |                  |                  |                  |                  |

| 20 août | EC Red Bull Salzbourg | 2-3 (pr) (1-0, 1-1, 0-1, 0-1) | Malmö Redhawks | Eisarena Salzbourg, Salzbourg 850 spectateurs |

| Feuille de match | Feuille de match | Feuille de match | Feuille de match | Feuille de match |
| ---------------- | ---------------- | ---------------- | ---------------- | ---------------- |
|                  |                  |                  |                  |                  |
|                  |                  |                  |                  |                  |
|                  |                  |                  |                  |                  |
|                  |                  |                  |                  |                  |

| 20 août | ZSC Lions Zürich | 4-3 (pr) (0-0, 2-2, 1-1, 1-0) | Frölunda HC Göteborg | Eishalle Zürich-Oerlikon, Zürich 599 spectateurs |

| Feuille de match | Feuille de match | Feuille de match | Feuille de match | Feuille de match |
| ---------------- | ---------------- | ---------------- | ---------------- | ---------------- |
|                  |                  |                  |                  |                  |
|                  |                  |                  |                  |                  |
|                  |                  |                  |                  |                  |
|                  |                  |                  |                  |                  |

| 21 août | ZSC Lions Zürich | 4-1 (1-0, 1-1, 2-0) | Malmö Redhawks | Eishalle Bäretswil, Bäretswil 450 spectateurs |

| Feuille de match | Feuille de match | Feuille de match | Feuille de match | Feuille de match |
| ---------------- | ---------------- | ---------------- | ---------------- | ---------------- |
|                  |                  |                  |                  |                  |
|                  |                  |                  |                  |                  |
|                  |                  |                  |                  |                  |
|                  |                  |                  |                  |                  |

| 21 août | Tappara Tampere | 0-3 (0-2, 0-1, 0-0) | TPS Turku | Hakametsä, Tampere 1 320 spectateurs |

| Feuille de match | Feuille de match | Feuille de match | Feuille de match | Feuille de match |
| ---------------- | ---------------- | ---------------- | ---------------- | ---------------- |
|                  |                  |                  |                  |                  |
|                  |                  |                  |                  |                  |
|                  |                  |                  |                  |                  |
|                  |                  |                  |                  |                  |

| 21 août | EC Red Bull Salzbourg | 3-4 (1-1, 0-2, 2-1) | HV 71 Jönköping | Eisarena Salzbourg, Salzbourg 1 050 spectateurs |

| Feuille de match | Feuille de match | Feuille de match | Feuille de match | Feuille de match |
| ---------------- | ---------------- | ---------------- | ---------------- | ---------------- |
|                  |                  |                  |                  |                  |
|                  |                  |                  |                  |                  |
|                  |                  |                  |                  |                  |
|                  |                  |                  |                  |                  |

| 21 août | CP Berne | 3-2 (1-1, 1-0, 1-1) | Frölunda HC Göteborg | Sagibach-Halle, Wichtrach 801 spectateurs |

| Feuille de match | Feuille de match | Feuille de match | Feuille de match | Feuille de match |
| ---------------- | ---------------- | ---------------- | ---------------- | ---------------- |
|                  |                  |                  |                  |                  |
|                  |                  |                  |                  |                  |
|                  |                  |                  |                  |                  |
|                  |                  |                  |                  |                  |

| 25 août | HV 71 Jönköping | 6-0 (3-0, 3-0, 0-0) | Kärpät Oulu | Gislerinken, Gislaved 1 210 spectateurs |

| Feuille de match | Feuille de match | Feuille de match | Feuille de match | Feuille de match |
| ---------------- | ---------------- | ---------------- | ---------------- | ---------------- |
|                  |                  |                  |                  |                  |
|                  |                  |                  |                  |                  |
|                  |                  |                  |                  |                  |
|                  |                  |                  |                  |                  |

| 25 août | Frölunda HC Göteborg | 4-1 (0-0, 3-0, 1-1) | Tappara Tampere | Borås Ishall, Borås |

| Feuille de match | Feuille de match | Feuille de match | Feuille de match | Feuille de match |
| ---------------- | ---------------- | ---------------- | ---------------- | ---------------- |
|                  |                  |                  |                  |                  |
|                  |                  |                  |                  |                  |
|                  |                  |                  |                  |                  |
|                  |                  |                  |                  |                  |

| 25 août | Malmö Redhawks | 0-3 (0-1, 0-1, 0-1) | TPS Turku | Malmö Arena, Malmö 883 spectateurs |

| Feuille de match | Feuille de match | Feuille de match | Feuille de match | Feuille de match |
| ---------------- | ---------------- | ---------------- | ---------------- | ---------------- |
|                  |                  |                  |                  |                  |
|                  |                  |                  |                  |                  |
|                  |                  |                  |                  |                  |
|                  |                  |                  |                  |                  |

| 25 août | EC Red Bull Salzbourg | 4-2 (0-0, 2-2, 2-0) | ZSC Lions Zürich | Eishalle Zell am See, Zell am See 800 spectateurs |

| Feuille de match | Feuille de match | Feuille de match | Feuille de match | Feuille de match |
| ---------------- | ---------------- | ---------------- | ---------------- | ---------------- |
|                  |                  |                  |                  |                  |
|                  |                  |                  |                  |                  |
|                  |                  |                  |                  |                  |
|                  |                  |                  |                  |                  |

| 27 août | Malmö Redhawks | 2-5 (1-2, 1-1, 0-2) | Kärpät Oulu | Malmö Arena, Malmö 489 spectateurs |

| Feuille de match | Feuille de match | Feuille de match | Feuille de match | Feuille de match |
| ---------------- | ---------------- | ---------------- | ---------------- | ---------------- |
|                  |                  |                  |                  |                  |
|                  |                  |                  |                  |                  |
|                  |                  |                  |                  |                  |
|                  |                  |                  |                  |                  |

| 27 août | HV 71 Jönköping | 4-3 (pr) (2-2, 1-1, 0-0, 1-0) | Tappara Tampere | Aplarinken, Värnamo 956 spectateurs |

| Feuille de match | Feuille de match | Feuille de match | Feuille de match | Feuille de match |
| ---------------- | ---------------- | ---------------- | ---------------- | ---------------- |
|                  |                  |                  |                  |                  |
|                  |                  |                  |                  |                  |
|                  |                  |                  |                  |                  |
|                  |                  |                  |                  |                  |

| 27 août | Frölunda HC Göteborg | 7-6 (pr) (3-3, 1-3, 2-0, 1-0) | TPS Turku | Kungsbacka Ishall, Kungsbacka 1 567 spectateurs |

| 27 août | ZSC Lions Zürich | 2-3 (0-0, 2-0, 0-3) | CP Berne | Eishalle Zürich-Oerlikon, Zürich 450 spectateurs |

| Feuille de match | Feuille de match | Feuille de match | Feuille de match | Feuille de match |
| ---------------- | ---------------- | ---------------- | ---------------- | ---------------- |
|                  |                  |                  |                  |                  |
|                  |                  |                  |                  |                  |
|                  |                  |                  |                  |                  |
|                  |                  |                  |                  |                  |

| 28 août | Frölunda HC Göteborg | 7-4 (1-0, 2-2, 4-2) | Kärpät Oulu | Oasen, Kungälv 453 spectateurs |

| Feuille de match | Feuille de match | Feuille de match | Feuille de match | Feuille de match |
| ---------------- | ---------------- | ---------------- | ---------------- | ---------------- |
|                  |                  |                  |                  |                  |
|                  |                  |                  |                  |                  |
|                  |                  |                  |                  |                  |
|                  |                  |                  |                  |                  |

| 28 août | HV 71 Jönköping | 5-0 (1-0, 3-0, 1-0) | TPS Turku | Nässjö Ishall, Nässjö 1 029 spectateurs |

| Feuille de match | Feuille de match | Feuille de match | Feuille de match | Feuille de match |
| ---------------- | ---------------- | ---------------- | ---------------- | ---------------- |
|                  |                  |                  |                  |                  |
|                  |                  |                  |                  |                  |
|                  |                  |                  |                  |                  |
|                  |                  |                  |                  |                  |

| 28 août | Malmö Redhawks | 2-3 (0-0, 1-2, 1-1) | Tappara Tampere | Malmö Arena, Malmö 495 spectateurs |

| Feuille de match | Feuille de match | Feuille de match | Feuille de match | Feuille de match |
| ---------------- | ---------------- | ---------------- | ---------------- | ---------------- |
|                  |                  |                  |                  |                  |
|                  |                  |                  |                  |                  |
|                  |                  |                  |                  |                  |
|                  |                  |                  |                  |                  |

| 28 août | CP Berne | 2-3 (pr) (1-0, 1-0, 0-2, 0-1) | EC Red Bull Salzbourg | PostFinance Arena, Berne 3 500 spectateurs |

| Feuille de match | Feuille de match | Feuille de match | Feuille de match | Feuille de match |
| ---------------- | ---------------- | ---------------- | ---------------- | ---------------- |
|                  |                  |                  |                  |                  |
|                  |                  |                  |                  |                  |
|                  |                  |                  |                  |                  |
|                  |                  |                  |                  |                  |

| Clt   | Équipe                | PJ | V | VP | D | DP | BP | BC | Pts |
| ----- | --------------------- | -- | - | -- | - | -- | -- | -- | --- |
| +001, | HV 71 Jönköping       | 8  | 6 | 1  | 1 | 0  | 39 | 15 | 20  |
| +002, | CP Berne              | 8  | 5 | 0  | 2 | 1  | 27 | 17 | 16  |
| +003, | Kärpät Oulu           | 8  | 5 | 0  | 2 | 1  | 25 | 25 | 16  |
| +004, | TPS Turku             | 8  | 4 | 1  | 2 | 1  | 25 | 25 | 15  |
| +005, | Frölunda HC Göteborg  | 8  | 3 | 2  | 2 | 1  | 31 | 31 | 14  |
| +006, | EC Red Bull Salzbourg | 8  | 2 | 2  | 2 | 2  | 25 | 22 | 12  |
| +007, | ZSC Lions Zürich      | 8  | 2 | 1  | 5 | 0  | 23 | 29 | 8   |
| +008, | Tappara Tampere       | 8  | 1 | 0  | 5 | 2  | 16 | 30 | 5   |
| +009, | Malmö Redhawks        | 8  | 0 | 1  | 7 | 0  | 12 | 29 | 2   |

- Qualifié pour le tour suivant

### Statistiques

#### Patineurs
| Joueur                | Équipe          | PJ | B | A | Pun | Pts |
| --------------------- | --------------- | -- | - | - | --- | --- |
| Kamil Kreps           | Oulun Kärpät    | 8  | 5 | 6 | 2   | 11  |
| Mario Valery-Trabucco | TPS Turku       | 8  | 5 | 5 | 4   | 10  |
| André Petersson       | HV 71           | 8  | 5 | 5 | 6   | 10  |
| Kristian Kuusela      | Oulun Kärpät    | 8  | 4 | 6 | 6   | 10  |
| Domenic Pittis        | ZSC Lions       | 8  | 4 | 6 | 8   | 10  |
| Teemu Ramstedt        | HIFK            | 7  | 3 | 7 | 14  | 10  |
| Florian Busch         | Eisbären Berlin | 8  | 2 | 8 | 6   | 10  |
| Kris Beech            | HV 71           | 8  | 8 | 1 | 10  | 9   |
| Mathias Trygg         | Vålerenga IF    | 8  | 6 | 3 | 2   | 9   |
| Sami Venäläinen       | TPS Turku       | 8  | 4 | 5 | 8   | 9   |

#### Gardiens de but
| Joueur               | Équipe        | PJ | Min    | L   | BC | Moy  | %Arr    |
| -------------------- | ------------- | -- | ------ | --- | -- | ---- | ------- |
| Tomi Karhunen        | Oulun Kärpät  | 2  | 120:00 | 62  | 2  | 1,00 | 96,77 % |
| Jan Lundell          | HIFK          | 2  | 120:00 | 79  | 3  | 1,50 | 96,20 % |
| Cristopher Nihlstorp | Färjestads BK | 4  | 200:00 | 78  | 3  | 0,90 | 96,15 % |
| Daniel Larsson       | HV 71         | 4  | 240:00 | 127 | 5  | 1,25 | 96,06 % |
| Filip Novotny        | Sparta Prague | 2  | 118:23 | 50  | 2  | 1,01 | 96,00 % |

## Red Bulls Salute
Il se déroule du 3 au 5 septembre à Salzbourg et Zell am See.

### Séries éliminatoires
|  | Quarts de finale   | Quarts de finale |               |               | Demi-finales           | Demi-finales |  |  | Finale   | Finale |
|  | Quarts de finale   | Quarts de finale |               |               | Demi-finales           | Demi-finales |  |  | Finale   | Finale |
|  |                    |                  |               |               |                        |              |  |  |          |        |
|  |                    |                  |               |               |                        |              |  |  |          |        |
|  |                    |                  |               |               |                        |              |  |  |          |        |
|  | Färjestads BK      | 4                |               |               |                        |              |  |  |          |        |
|  | Färjestads BK      | 4                |               |               |                        |              |  |  |          |        |
|  | Oulun Kärpät       | 2                |               |               |                        |              |  |  |          |        |
|  | Oulun Kärpät       | 2                | Färjestads BK | 2             |                        |              |  |  |          |        |
|  |                    |                  | Färjestads BK | 2             |                        |              |  |  |          |        |
|  |                    | HV 71            | 6             |               |                        |              |  |  |          |        |
|  | Red Bull Salzbourg | HV 71            | 6             | 4             |                        |              |  |  |          |        |
|  | Red Bull Salzbourg |                  |               | 4             |                        |              |  |  |          |        |
|  | HV 71              | 5                |               |               |                        |              |  |  |          |        |
|  | HV 71              | 5                | HV 71         | 3             |                        |              |  |  |          |        |
|  |                    |                  | HV 71         | 3             |                        |              |  |  |          |        |
|  |                    | Eisbären Berlin  | 5             |               |                        |              |  |  |          |        |
|  | CP Berne           | Eisbären Berlin  | 5             | 2             |                        |              |  |  |          |        |
|  | CP Berne           |                  |               | 2             |                        |              |  |  |          |        |
|  | Jokerit            | 0                |               |               |                        |              |  |  |          |        |
|  | Jokerit            | 0                | CP Berne      | 1             |                        |              |  |  |          |        |
|  |                    |                  | CP Berne      | 1             | Match pour la 3e place |              |  |  |          |        |
|  |                    | Eisbären Berlin  | 5             |               |                        |              |  |  |          |        |
|  | Eisbären Berlin    | Eisbären Berlin  | 5             | 4             |                        |              |  |  |          |        |
|  | Eisbären Berlin    |                  |               | 4             |                        |              |  |  |          |        |
|  | TPS Turku          | 1                |               | Färjestads BK | 1                      |              |  |  |          |        |
|  | TPS Turku          | 1                |               | Färjestads BK | 1                      |              |  |  |          |        |
|  |                    |                  |               |               |                        |              |  |  | CP Berne | 3      |
|  |                    |                  |               |               |                        |              |  |  | CP Berne | 3      |

#### Quarts de finale
| 3 septembre | Färjestads BK Karlstad | 4-1 (1-1, 2-0, 1-0) | Kärpät Oulu | Eisarena Salzbourg, Salzbourg |

| 3 septembre | CP Berne | 2-0 (1-0, 0-0, 1-0) | Jokerit Helsinki | Eishalle Zell am See, Zell am See |

| 3 septembre | EC Red Bull Salzbourg | 4-5 (0-0, 2-1, 2-4) | HV 71 Jönköping | Eisarena Salzbourg, Salzbourg |

| 3 septembre | Eisbären Berlin | 4-1 (1-0, 3-0, 0-1) | TPS Turku | Eishalle Zell am See, Zell am See |

#### Demi-finales
| 4 septembre 2010 | Eisbären Berlin | 5-1 (0-0, 2-1, 3-0) | CP Berne | Eishalle Zell am See |

| Feuille de match | Feuille de match | Feuille de match | Feuille de match                              | Feuille de match |
| ---------------- | --- | ---------------- | --------------------------------------------- | ---------------- |
|                  | Stefan Ustorf (Mads Christensen) 21 min 17 s Richie Regehr (Derrick Walser) 28 min 7 s André Rankel (Jeff Friesen, Derrick Walser) 46 min 18 s André Rankel (Richie Regehr, Stefan Ustorf) 48 min 0 s Stefan Ustorf 48 min 14 s |                  | 26 min 13 s Brett McLean (Jean-Pierre Vigier) |                  |
|                  | |                  |                                               |                  |
| 12 min           | Pénalités | 10 min           |                                               |                  |
| 19               | Tirs | 26               |                                               |                  |

| 4 septembre 2010 | HV 71 | 6-2 (2-1, 2-0, 2-1) | Färjestads BK | Eisarena Salzbourg |

| Feuille de match | Feuille de match | Feuille de match | Feuille de match                                                                                           | Feuille de match |
| ---------------- | --- | ---------------- | --- | ---------------- |
|                  | André Petersson (Oscar Sundh) 17 min 49 s Kris Beech (Jukka Voutilainen, Juuso Hietanen) 19 min 41 s Oscar Fantenberg (Juuso Hietanen, André Petersson) 30 min 28 s André Petersson (Johan Lindström, Juuso Hietanen) 32 min 27 s Martin Thörnberg (Jukka Voutilainen) 53 min 54 s André Petersson 58 min 37 s |                  | 2 min 28 s Christian Berglund (Rickard Wallin, Jonas Junland) 49 min 13 s Marcus Paulsson (Rickard Wallin) |                  |
|                  | |                  | |                  |
| 68 min           | Pénalités | 45 min           | |                  |
| 41               | Tirs | 48               | |                  |

#### Match pour la troisième place
| 5 septembre 2010 | CP Berne | 3-1 (0-1, 1-0, 2-0) | Färjestads BK | Eisarena Salzbourg 1 400 spectateurs |

| Feuille de match | Feuille de match                                                  | Feuille de match | Feuille de match      | Feuille de match |
| ---------------- | ----------------------------------------------------------------- | ---------------- | --------------------- | ---------------- |
|                  | P. Furrer 34 min 36 s P. Furrer 49 min 52 s B. McLean 58 min 57 s |                  | 12 min 5 s A. Grundel |                  |
|                  |                                                                   |                  |                       |                  |
| 38 min           | Pénalités                                                         | 37 min           |                       |                  |
| 24               | Tirs                                                              | 28               |                       |                  |

#### Finale
| 5 septembre 2010 | HV71 | 3-5 (0-2, 3-2, 0-1) | Eisbären Berlin | Eisarena Salzbourg 1 400 spectateurs |

| Feuille de match | Feuille de match | Feuille de match | Feuille de match | Feuille de match |
| ---------------- | --- | ---------------- | --- | ---------------- |
|                  | Jesper Fasth (Pasi Puistola, Jukka Voutilainen) 26 min 13 s Jesper Williamsson (Kris Beech) 26 min 43 s Kamil Piros 35 min 23 s |                  | 11 min 50 s Laurin Braun (Denis Pederson) 12 min 7 s Jeff Friesen (André Rankel) 21 min 54 s Jeff Friesen (Derrick Walser, André Rankel) 26 min 58 s Jimmy Sharrow (Mads Christensen, Sven Felski) 59 min 5 s Stefan Ustorf (cage vide) |                  |
|                  | |                  | |                  |
| 33 min           | Pénalités | 12 min           | |                  |
| 28               | Tirs | 29               | |                  |

### Tournoi de classement
Pour les places de cinq à huit.
|  | Demi-finales          | Demi-finales |                        |   | Finale          | Finale |
|  | Demi-finales          | Demi-finales |                        |   | Finale          | Finale |
|  |                       |              |                        |   |                 |        |
|  |                       |              |                        |   | Cinquième place |        |
|  |                       |              |                        |   |                 |        |
|  | Kärpät Oulu           | 6            |                        |   |                 |        |
|  | Kärpät Oulu           | 6            |                        |   |                 |        |
|  | Red Bull Salzbourg    | 3            |                        |   |                 |        |
|  | Red Bull Salzbourg    | 3            | Kärpät Oulu            | 2 |                 |        |
|  |                       |              | Kärpät Oulu            | 2 |                 |        |
|  |                       | Jokerit      | 4                      |   |                 |        |
|  | Jokerit               | Jokerit      | 4                      | 8 |                 |        |
|  | Jokerit               |              |                        | 8 |                 |        |
|  | TPS Turku             | 3            |                        |   |                 |        |
|  | TPS Turku             | 3            | Match pour la 3e place |   |                 |        |
|  |                       |              |                        |   |                 |        |
|  | Septième place        |              |                        |   |                 |        |
|  |                       |              |                        |   |                 |        |
|  | EC Red Bull Salzbourg | 5            |                        |   |                 |        |
|  | EC Red Bull Salzbourg | 5            |                        |   |                 |        |
|  | TPS Turku             | 9            |                        |   |                 |        |
|  | TPS Turku             | 9            |                        |   |                 |        |

#### Demi-finales
| 4 septembre 2010 | EC Red Bull Salzbourg | 3-6 (2-1, 0-1, 1-4) | Kärpät Oulu | Eisarena Salzbourg |

| Feuille de match | Feuille de match                                                    | Feuille de match | Feuille de match | Feuille de match |
| ---------------- | ------------------------------------------------------------------- | ---------------- | --- | ---------------- |
|                  | R. Duncan 15 min 5 s K. Puschnik 18 min 29 s M. Brucker 44 min 37 s |                  | 0 min 23 s M. Lehtonen 23 min 22 s J. Keränen 45 min 39 s K. Kreps 46 min 40 s K. Koskenkorva 49 min 5 s J. Junttila 52 min 59 s V. Sičák |                  |
|                  |                                                                     |                  | |                  |
|                  |                                                                     |                  | |                  |
|                  |                                                                     |                  | |                  |

| 4 septembre 2010 | TPS Turku | 3-8 (1-2, 1-1, 1-5) | Jokerit Helsinki | Eishalle Zell am See |

| Feuille de match | Feuille de match                                                                  | Feuille de match | Feuille de match | Feuille de match |
| ---------------- | --------------------------------------------------------------------------------- | ---------------- | --- | ---------------- |
|                  | S. Venäläinen 16 min 52 s S. Venäläinen 20 min 23 s M. Valery-Trabucco 43 min 8 s |                  | 6 min 12 s J. Hentunen 8 min 14 s A-J. Niemi 33 min 27 s E. Pirnes 40 min 25 s J. Ölander 46 min 0 s A. Kerälä 46 min 58 s J. Hentunen 49 min 23 s T. Pulkkinen 57 min 25 s O. Vauhkonen |                  |
|                  |                                                                                   |                  | |                  |
| 16 min           | Pénalités                                                                         | 20 min           | |                  |
| 24               | Tirs                                                                              | 16               | |                  |

#### Match pour la septième place
| 5 septembre 2010 | TPS Turku | 9-5 (1-1, 4-1, 4-3) | EC Red Bull Salzbourg | Eishalle Zell am See |

| Feuille de match | Feuille de match | Feuille de match | Feuille de match                                                                                       | Feuille de match |
| ---------------- | --- | ---------------- | --- | ---------------- |
|                  | S. Venäläinen 5 min 46 s V. Vahalahti 24 min 11 s M. Valery-Trabucco 25 min 42 s M. Virtala 26 min 51 s J. Hauhtonen 30 min 29 s S. Venäläinen 42 min 1 s R. Bergman 43 min 53 s S. Venäläinen 58 min 50 s J. Hauhtonen 59 min 56 s |                  | 0 min 30 s M. Latusa 33 min 22 s R. Duncan 48 min 25 s D. Bois 50 min 53 s D. Bois 56 min 2 s F. Hofer |                  |
|                  | |                  | |                  |
| 37 min           | Pénalités | 43 min           | |                  |
|                  | |                  | |                  |

#### Match pour la cinquième place
| 5 septembre 2010 | Kärpät Oulu | 2-4 (0-0, 2-0, 0-4) | Jokerit Helsinki | Eishalle Zell am See |

### Classement final
| Pos.               | Équipe                |
| ------------------ | --------------------- |
| Médaille d'or      | Eisbären Berlin       |
| Médaille d'argent  | HV71                  |
| Médaille de bronze | CP Berne              |
| 4.                 | Färjestads BK         |
| 5.                 | Jokerit Helsinki      |
| 6.                 | Kärpät Oulu           |
| 7.                 | TPS Turku             |
| 8.                 | EC Red Bull Salzbourg |

## Honneurs individuels
| Poste                   | Joueur          | Équipe          |
| ----------------------- | --------------- | --------------- |
| Meilleur gardien de but | Rob Zepp        | Eisbären Berlin |
| Meilleur défenseur      | James Sharrow   | Eisbären Berlin |
| Meilleur attaquant      | André Petersson | HV 71 Jönköping |

Trophée de l'étoile européenne
À l'issue de chaque match, les trois meilleurs joueurs du match sont élus. Le premier remporte trois étoiles, le second deux et le troisième une. Au terme de la compétition, le Trophée de l'étoile européenne récompense le joueur ayant cumulé le plus d'étoiles. Le vainqueur est Rob Zepp.
| Joueur               | Équipe           | Points |
| -------------------- | ---------------- | ------ |
| Rob Zepp             | Berlin           | 13     |
| Kamil Kreps          | Oulu             | 12     |
| Brett McLean         | Bern             | 10     |
| Markus Nordlund      | Turku            | 8      |
| Teemu Ramstedt       | HIFK             | 8      |
| Henrik Tömmernes     | Frölunda         | 8      |
| André Petersson      | Jönköping        | 8      |
| Cristopher Nihlstorp | Färjestad        | 8      |
| Kristian Kuusela     | Oulu             | 8      |
| Ossi Väänänen        | Jokerit Helsinki | 7      |

### Effectif vainqueur
| Vainqueur Trophée européen 2010 Eisbären Berlin | Gardiens de but : Sebastian Albrecht, Kevin Nastiuk, Rob Zepp Défenseurs : Jens Baxmann, Dominik Bielke, Constantin Braun, Steve Hanusch, Frank Hördler, Benjamin Hüfner, Richie Regehr, James Sharrow, Derrick Walser Attaquants : Laurin Braun, Florian Busch, Mads Christensen, Sven Felski, Jeff Friesen, Chris Hahn, Travis James Mulock, Tyson Mulock, Denis Pederson, Patrick Pohl, André Rankel, Thomas Supis, Stefan Ustorf, Alexander Weiß, Daniel Weiß Entraîneur : Don Jackson |